# Mobilisatiecomplex
Een mobilisatiecomplex of MOB-complex is in Nederland de naam voor een complex van militaire gebouwen met bijbehorende infrastructuur dat een rol speelde tijdens de Koude Oorlog. Meestal waren ze van omstreeks 1956 tot omstreeks 2000 in bedrijf. De meeste gebouwen hadden een magazijnfunctie en/of waren een stalling voor militaire voertuigen die konden worden ingezet bij een op handen zijnde inval van de Sovjet-Unie. Er waren munitiebunkers, brandstof-opslagplaatsen enzovoort. Dit alles moest een snelle mobilisatie mogelijk maken.

## Koude Oorlog
Na de Tweede Wereldoorlog verslechterde de relatie snel tussen de Sovjet-Unie en West-Europa en de Verenigde Staten. In 1948 werd Berlijn geblokkeerd en in antwoord hierop werd in 1949 de Noord-Atlantische Verdragsorganisatie (NAVO) opgericht. De militaire leiding van de NAVO verwachtte dat een Sovjetaanval snel en onverwacht zou gebeuren. West-Europese landen zouden geen tijd hebben om de legers te mobiliseren. De militaire leiding gaf de voorkeur aan een grote parate troepenmacht om dit gevaar te pareren.
Voor Nederland zou een dergelijke oplossing een grote financiële last betekenen. Men koos voor de combinatie; de oprichting van parate en mobilisabele eenheden. Voor een snelle bevoorrading en uitrusting van deze mobilisabele divisies werd besloten om magazijncomplexen op te richten, zogenaamde mobilisatiecomplexen of MOB-complexen. In deze complexen werden voorraden aangehouden, zodat bij een eventuele oorlog er voldoende materieel, wapens, munitie, medicijnen en voedsel in voorraad was.

## Mobilisatiecomplexen
Een commissie werd ingesteld om terreinen aan te kopen en de wensen te inventariseren waaraan de mobilisatiecomplexen moesten voldoen. De commissie telde drie leden, te weten: een vertegenwoordiger van de Chef van de Generale Staf, een vertegenwoordiger van de Directeur-Generaal en een vertegenwoordiger van de Dienst Vastgoed Defensie (DVD). Het laatstgenoemde lid werd aangewezen als voorzitter, omdat de DVD zowel bij de voorbereiding als bij de uitvoering van de plannen een belangrijke rol zou spelen.
De meeste complexen werden tussen 1951-1961 opgeleverd. Er was sprake van een zekere standaardisatie al waren afwijkingen op basis van specifieke functies mogelijk. De omvang van een complex varieerde tussen vier tot enkele honderden gebouwen en objecten. Een complex bestond uit de volgende gebouwen:
- poortgebouw dat tevens fungeerde als wachtgebouw voor de bewaking en als onderkomen voor de beheerder, de werkvoorbereiders en kantine;
- werkplaats voor het uitvoeren van inspecties of kleine reparaties;
- meerdere loodsen voor voertuigen en algemene steun materieel (ASMAT) waarvoor geen speciale opslag vereist was en indien nodig
- speciale tankloodsen, munitiebunkers, ruimten voor verbindingsapparatuur (zgn. klimaatkamers) en opslagplaatsen voor Benzine, Olie en Smeermiddelen (zgn. BOS-hokken).
- spuitplaats voor het schoonspuiten van het rijdend materieel.

Al deze gebouwen lagen met hun lange zijde aan een of meerdere lusvormige rondwegen, vanwaar men de goederen kon in- en uitladen. Direct voor de voertuigloodsen tussen loods en rijbaan lag een opstelstrook waarop voertuigen konden parkeren zonder de rondweg te blokkeren. Ieder MOB-complex beschikte over een blusvijver en een eigen blusvoertuig. Om het gehele terrein liep een hek, waarin nog een nooduitgang werd opgenomen. Buiten de afrastering bouwde men één of meerdere dienstwoningen voor de bewakers/hondengeleiders.

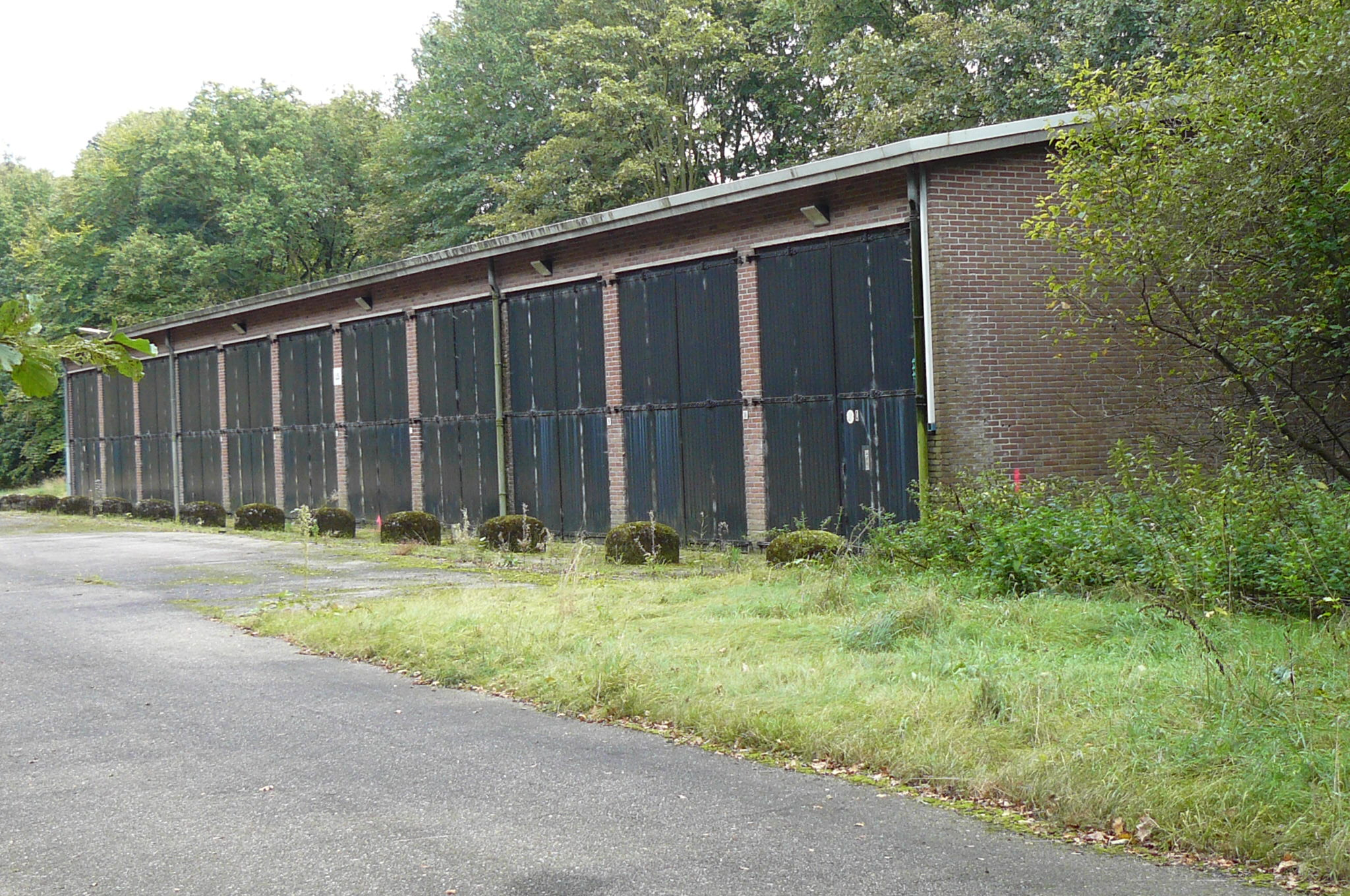
Opslagloods op mobilisatiecomplex Bussum
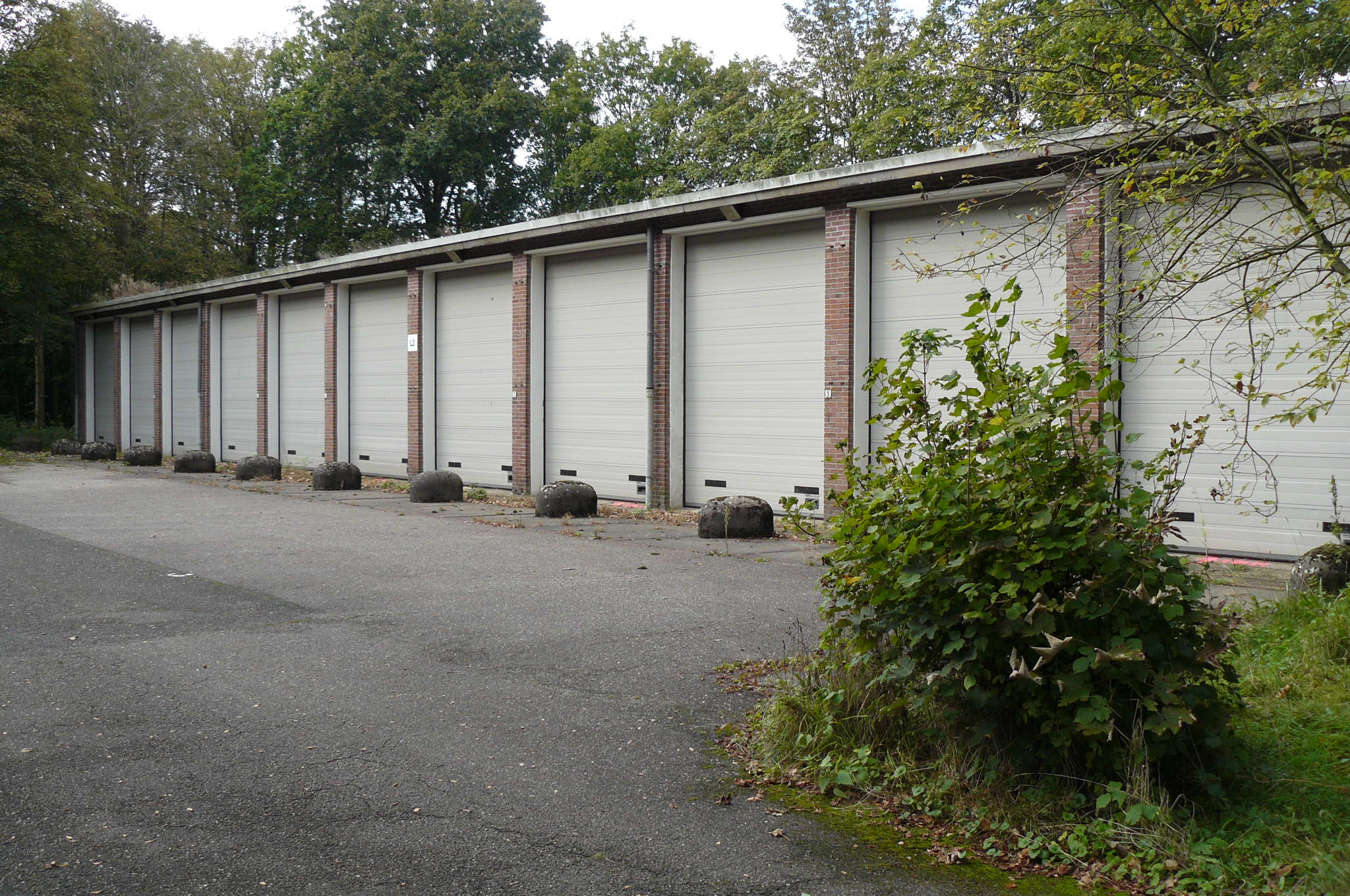
Opslagloods te Bussum
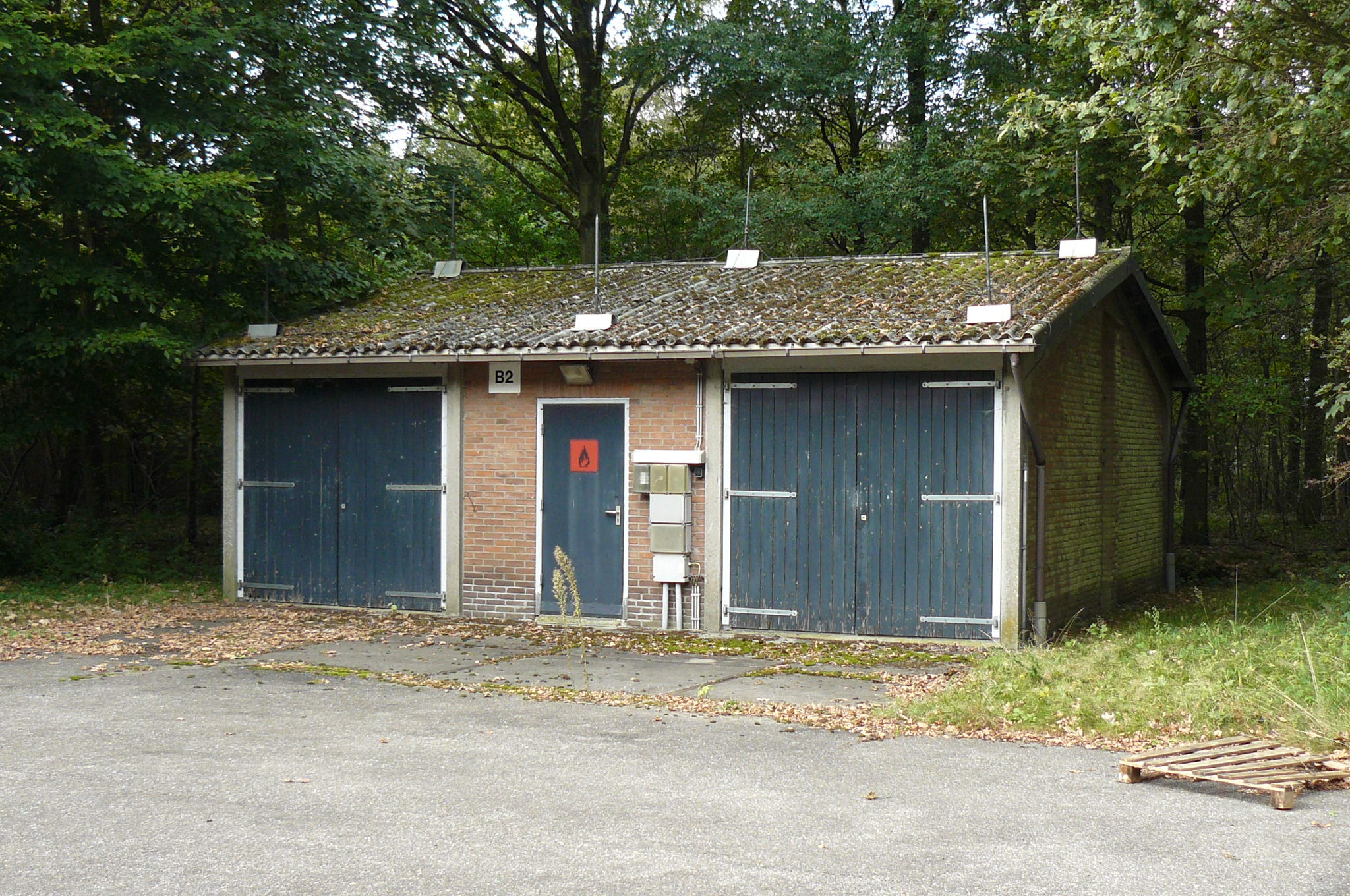
Munitiemagazijn
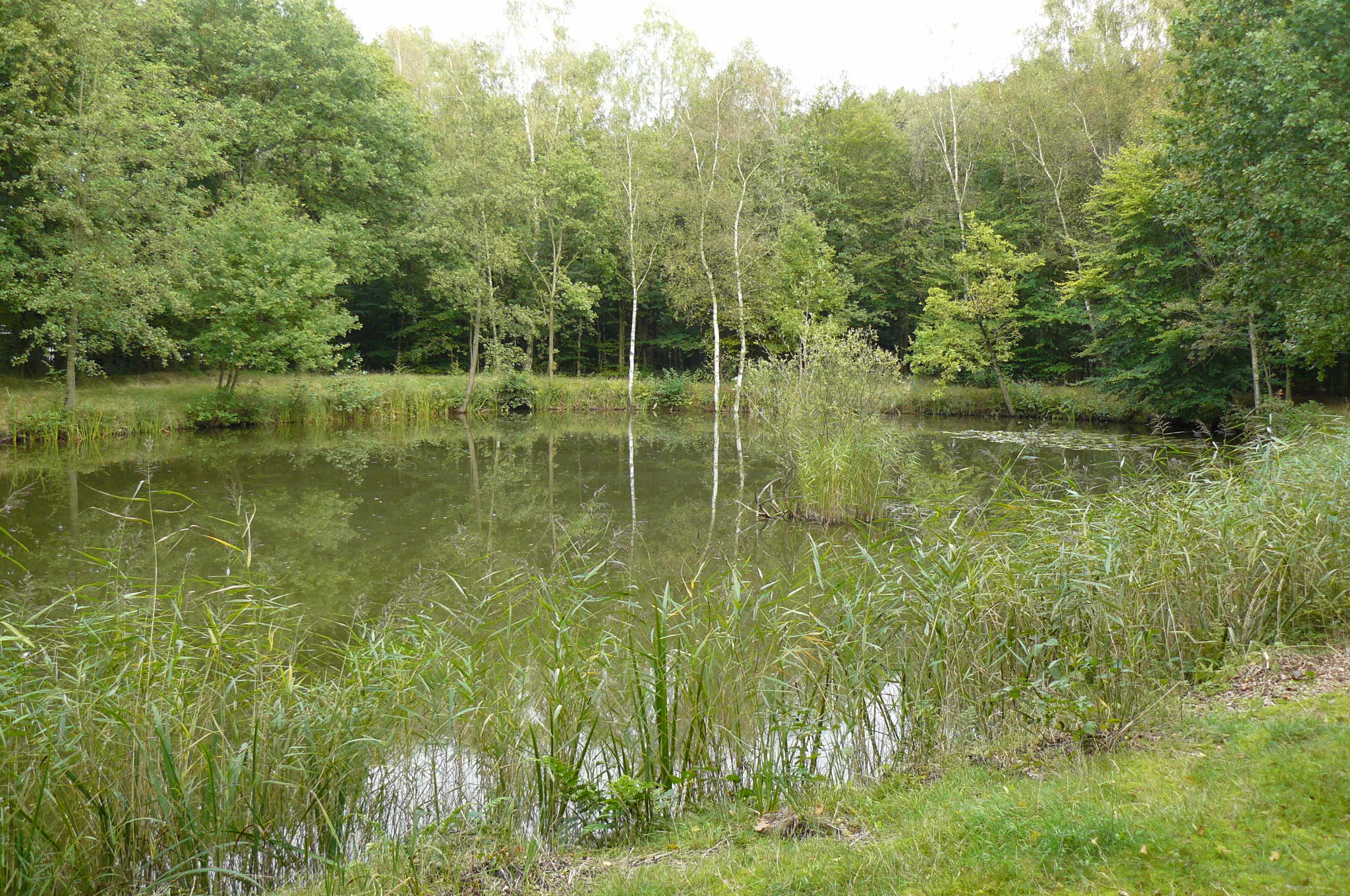
Blusvijver

De versnelde opbouw van de landmacht en de verhoogde paraatheid van de troepen leidde tot tekorten van kazernes en materieel. Voor de parate eenheden kwamen in 1952 en 1953 vijf grote legerplaatsen gereed, maar het bouwtempo voor de mobilisabele eenheden bleef hierop achter. Na een herhalingsoefening in 1954 werden de voertuigen in de openlucht geparkeerd vanwege ruimtegebrek bij de zeven mobilisatiecomplexen. Na vier maanden waren de voertuigen zo vervuild en verroest dat ze niet meer operationeel inzetbaar waren. Pas met de oplevering van 40 mobilisatiecomplexen in 1956 en 1957 kwam er een einde aan het tekort aan opslagruimte.
Uiteindelijk werden er naar schatting ongeveer honderd mobilisatiecomplexen gebouwd. De meeste complexen waren in Noord-Brabant, gevolgd door Gelderland en Utrecht. Friesland en Zeeland hadden elk slechts één complex binnen de provinciegrenzen. De vestigingsplaats was deels te verklaren uit de aanwezigheid van geschikte en goedkope grond, de centrale ligging in Nederland of bestaande militaire kazernes in de nabijheid.

## Functie bij mobilisatie
In Nederland werden regelmatig oefeningen gehouden om de kennis van de reservisten op te frissen of te leren omgaan met nieuw materieel. Het was ook een test of mobilisabele eenheden binnen de gestelde tijd inzetbaar waren. Oefeningen die regelmatig terugkwamen, zijn bekend geworden onder namen als Donderslag en Wintex. Iedere reservist had een lastgeving, waarop stond bij welk onderdeel hij was ingedeeld en bij welk mobilisatiecentrum / opkomstlocatie hij moest opkomen. Na de inschrijving en administratieve controle vertrok men naar de mobilisatiecomplexen om voertuigen, tanks, pantserwagens, geschut, wapens en munitie op te halen. Het personeel van het mob-complex had tot taak het materieel goed te onderhouden en uitgiftegereed/oorlogsgereed te maken. De opslag in de mob-complexen vond overwegend plaats per legereenheid, bijvoorbeeld op compagnie-niveau. Iedere mobilisabele eenheid werd een uniek elementair codenummer (zgn. ELCO nummer) toegekend en was opgebouwd uit zogenaamde bouwstenen (BWST) in de vorm van vastgestelde hoeveelheden wielvoertuigen WVTGN, rupsvoertuigen RVTGN, motoren, aggregaten, tenten, camouflagenetten, verbandkisten, brancards, etc. Deze bouwstenen werden afzonderlijk aangeduid met lettercodes AA tot en met ZZ. Elk los artikel dat in het MOB-complex werd opgeslagen werd voorzien van een sticker met daarop het ELCOnr. en de BWST lettercode.
In geval van mobilisatie of herhalingsoefening werden de voertuigen bewapend, geladen met bijbehorend materieel zoals zendapparatuur, camouflagenetten, etc. en volgetankt. Als laatste werd de munitie opgehaald bij de speciale bunkers. Voor de voertuigen de weg opgingen werd nog gecontroleerd of ze inderdaad inzetbaar waren. Na de oefeningen, die een paar dagen tot enkele weken duurden, leverden de reservisten het materieel weer in bij de mobilisatiecomplexen. Het personeel (de oplegploeg) was vervolgens weken bezig met het schoonmaken, opruimen, preserveren en opbergen (zgn. opleggen) van het materieel. Defect materieel werd afhankelijk van het onderhoudsniveau (zgn. echelon) ter reparatie aangeboden bij de al dan niet mobiele herstelploeg of ter reparatie afgeleverd bij de regionale herstelwerkplaatsen van de Technische Dienst.
De mobilisatiecomplexen waren geografisch ondergebracht binnen een eigen verzorgingsrayon (vzgrayon) dat op haar beurt organisatorisch deel uitmaakte van een regionaal verzorgingscommando (750 vzgco, 760 vzgco en 770 vzgco) van het Nationaal Verzorgings Commando (NVC). De verzorgingsrayons gingen na een reorganisatie over in de regionale verzorgingsdependances: 910 vzgdep "De Amstel", 920 vzgdep "De IJssel", 930 vzgdep "De Berkel", 940 vzgdep "De Maas" en 950 vzgdep "De Amer" met hun bijbehorende verzorgingslocaties (vzgloc). 
De tevens inmiddels opgeheven materieellogistieke pelotons (matlogpel) van 310 DS/AS, 320 DS/AS en 330 DS/AS herstelcompagnie (Hrstcie) waren de verzorgingslocaties van het NVC.
Sinds de val van de muur wordt het woord mobilisatiecomplex officieel niet langer gehanteerd en spreekt men van magazijncomplexen. Een beperkt aantal van deze magazijncomplexen is nog steeds in gebruik bij de materieellogistieke pelotons van 310 DS/AS, 320 DS/AS en 330 DS/AS Hrstcie. Deze pelotons richten zich op de vier primaire processen: onderhoud, beheer, bevoorrading en opleg.

## Complexen in de verkoop
Het einde van de Koude oorlog werd in 1989 ingeluid. De Sovjet-Unie viel uiteen en in 1991 werd het Warschaupact ontbonden. De noodzaak voor Nederland om een groot leger te hebben kwam te vervallen en in de eerste helft van de jaren negentig halveerde de landmacht wat personeel en materieel betreft in vergelijking tot de jaren 80. Veel materieel werd afgestoten, maar de verkoop nam enige jaren in beslag. De meeste complexen zijn daarom tot ver in de jaren negentig in gebruik geweest. Daarna zijn de meeste complexen door Defensie afgestoten.
In 2004 heeft de Dienst Domeinen nu Rijksvastgoed- en ontwikkelingsbedrijf, die de eigenaar was van de na de perestrojka overbodig geworden MOB-complexen, besloten om ze een nieuwe functie te geven (project Ontwikkeling Militaire Terreinen). Het betreft 53 terreinen die een totale oppervlakte hebben van 2100 ha en verspreid over het gehele land liggen. In de daaropvolgende jaren zou een en ander zijn beslag krijgen. Een deel van de verlaten gebouwen op de terreinen zijn gekraakt.
Vele van deze terreinen liggen in de Ecologische hoofdstructuur van Nederland (EHS) en zullen aan de natuur worden teruggegeven. Sommige gebouwen op de terreinen zullen blijven bestaan vanwege de cultuurhistorische waarde ervan, en sommige terreinen zullen ook een bestemming als woongebied of bedrijventerrein krijgen.
Met het project Ontwikkeling Militaire Terreinen werkt Dienst Landelijk Gebied (DLG) in opdracht van het ministerie van Economische Zaken, Landbouw en Innovatie (EL&I) en  in samenwerking met Rijksvastgoed- en ontwikkelingsbedrijf (RVOB) aan een nieuwe bestemming voor 53 voormalige militaire terreinen. Voor veel van de terreinen is inmiddels een nieuwe bestemming gevonden.

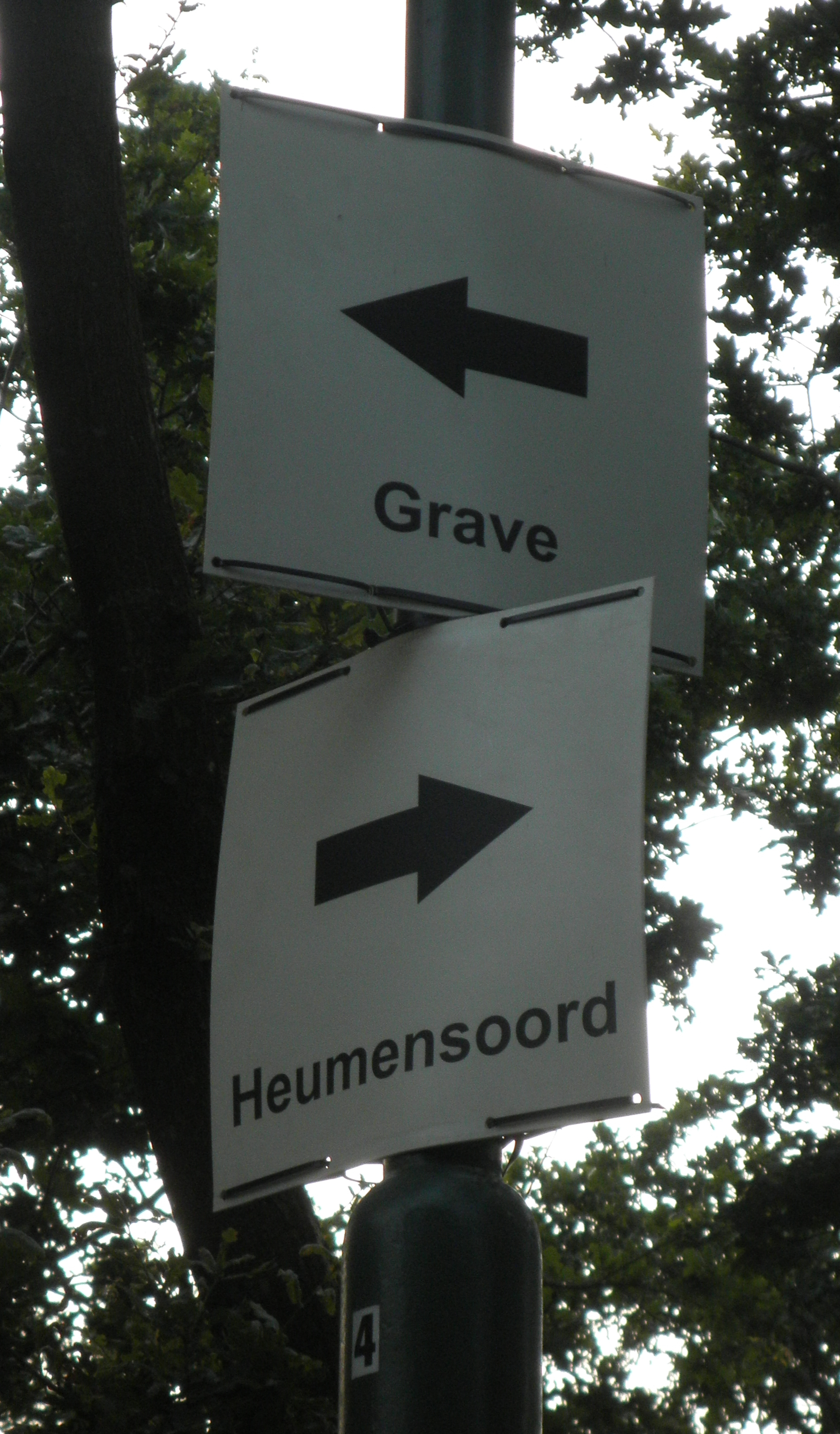
Bewegwijzering voor kwartiermakers Tentenkamp Heumensoord (Internationale Vierdaagse Afstandmarsen Nijmegen) - Complex Grave-Driehuis vice versa.

Mobilisatiecomplex Hoogland bij Amersfoort is inmiddels geheel gesloopt en op het terrein is in 2013 het nieuwe ziekenhuis Meander Medisch Centrum geopend. Het enige wat nog herinnert aan het complex is de oude toegangsweg met twee dienstwoningen en de voormalige toegangspoort.
Mobilisatiecomplex Voorthuizen is nog geheel in originele staat, maar wordt civiel gebruikt. Eerst als oefencentrum voor hulpdiensten en bedrijfshulpverlening (BHV) nu worden de gebouwen en loodsen, in opdracht van de gemeente Barneveld, commercieel verhuurd aan particulieren, bedrijven, instellingen en verenigingen. Toch wordt in een klein deel van het voormalige MOB-complex de militaire functie in leven gehouden door de vestiging van de vereniging "Dienstplicht Koude Oorlog".

### Noord-Brabant
Het project Omvorming Militaire Complexen (OMC) is een vervolg op het project Ontwikkeling Militaire Terreinen in de provincie Noord-Brabant met als opdrachtgever het Ontwikkelingsbedrijf Groene Ruimte. Dienst Landelijk gebied startte op 1 april 2011 met dit project en heeft tot 1 april 2013 de tijd om voor nog zeven locaties een nieuwe eigenaar te vinden en de terreinen om te vormen met als hoofdfunctie natuur (als onderdeel van de EHS).

#### Grave-Driehuis
Op Complex Grave-Driehuis ligt tegenwoordig materiaal opgeslagen ten behoeve van Tentenkamp Heumensoord.